# Oboro (centre d'artistes)
Oboro est un centre d'artistes autogéré situé à Montréal et créé en 1984 par Daniel Dion et Su Schnee. Le centre tire son nom de l'Ouroboros, le serpent se mordant la queue, symbole d'éternel recommencement.

## Historique
Durant les 10 premières années, Oboro était situé sur le boulevard Saint-Laurent, à Montréal. En 1992, Oboro déménage dans un nouveau local qui permet d’agrandir la mission de production et de présentation d’œuvres d’art visuels et médiatiques.     
En 1995, Oboro lance le Laboratoire nouveaux médias. Ce laboratoire est un espace consacré aux nouvelles technologies, aux médias électroniques et à la télécommunication. En 2001, le laboratoire s’agrandit et s’installe au 2e étage de l'édifice. Le Laboratoire nouveaux médias a été complété en 2004. La création d'œuvres audios et sonores est au cœur des activités du laboratoire et se sert d’outils de recherche et de développement.    
En 2009, le centre fêtait son 25e anniversaire avec une activité de financement impliquant des centaines d'artistes. La même année, il recevait un des prix Reconnaissance remis par le Conseil des Arts de Montréal.    
Oboro est membre du Regroupement des centres d’artistes autogérés du Québec (RCAAQ).    

## Mandat
Le mandat d’Oboro vise à soutenir les pratiques artistiques locales, nationales et internationales. Le centre d'artistes soutient la création provenant de diverses pratiques culturelles et encouragent l’expérimentation, l’échange d’idées et le partage des savoirs. Oboro participe à la diffusion et à la production des arts visuels et médiatiques, et offre un programme de résidences. 
Cet organisme organise chaque année de 5 à 10 expositions majeures, en plus d'accueillir une vingtaine de formations, de résidences et de conférences. 